# Loyal to the Game
Albums de 2Pac
2Pac Live
(2004) The Prophet Returns
(2005)
Singles
1. Thugs Get Lonely Too
Sortie : 23 septembre 2004
2. Ghetto Gospel
Sortie : 21 janvier 2005

Loyal to the Game est un album posthume de 2Pac, sorti le 14 décembre 2004.

## Production et enregistrement
Lors d'une interview accordée à MTV, Eminem a déclaré qu'il avait été si ému par la vie et l'œuvre de 2Pac qu'il avait envoyé une lettre à sa mère, Afeni Shakur, dans laquelle il lui demandait si elle accepterait de le laisser produire le prochain album posthume de son fils. Afeni Shakur lui donna son accord.
Eminem a produit treize des dix-sept titres de l'album, utilisant des techniques inhabituelles, notamment en modifiant le rythme et le ton de la voix de 2Pac afin de les adapter au beat des morceaux. Il a également procédé à des couper-coller de la voix de 2Pac pour créer de nouveaux mots comme « G-Unit », « Obie Trice » et « Em » (pour Eminem) au lieu de « LG », le producteur du morceau original Out on Bail.
En 1993, 2Pac avait enregistré Treach and Ridder pour la bande originale du film Above the Rim, avec le producteur Reginald Heard. DJ Quik en a fait un remix dont le tempo est le même que le morceau original, figurant sur l'album en titre bonus sous le titre Loyal to the Game.

## Réception
L'album s'est classé 1er au Billboard 200 et au Top R&B/Hip-Hop Albums et a été certifié disque de platine par la Recording Industry Association of America (RIAA) le 15 février 2005. En France, l'album s'est vendu à  13 700 exemplaires.

## Liste des titres
| No  | Titre                                                  | Contient un (des) sample(s) de                                                  | Durée |
| --- | ------------------------------------------------------ | ------------------------------------------------------------------------------- | ----- |
| 1.  | Soldier Like Me (featuring Eminem)                     |                                                                                 | 3:50  |
| 2.  | The Uppercut (featuring E.D.I. Mean et Young Noble)    |                                                                                 | 3:50  |
| 3.  | Out On Bail                                            |                                                                                 | 3:54  |
| 4.  | Ghetto Gospel (featuring Elton John)                   | Indian Sunset d'Elton John                                                      | 3:58  |
| 5.  | Black Cotton (featuring Eminem, Kastro et Young Noble) |                                                                                 | 5:03  |
| 6.  | Loyal to the Game (featuring G-Unit)                   |                                                                                 | 3:23  |
| 7.  | Thugs Get Lonely Too (featuring Nate Dogg)             |                                                                                 | 4:48  |
| 8.  | N.I.G.G.A. (featuring Jadakiss)                        | (Don't Worry) if There's a Hell Below, We're All Going to Go de Curtis Mayfield | 3:02  |
| 9.  | Who Do You Love?                                       |                                                                                 | 3:28  |
| 10. | Crooked Nigga Too                                      |                                                                                 | 2:55  |
| 11. | Don't You Trust Me? (featuring Dido)                   | Do You Have a Little Time de Dido                                               | 4:55  |
| 12. | Hennessey (featuring Obie Trice)                       |                                                                                 | 3:27  |
| 13. | Thug 4 Life                                            |                                                                                 | 2:54  |

| 14. | Po Nigga Blues (Scott Storch Remix) (featuring Ron Isley)           | Cause I Had To de 2Pac       | 3:38 |
| 15. | Hennessey (Red Spyda Remix) (featuring E.D.I. Mean et Sleepy Brown) |                              | 3:18 |
| 16. | Crooked Nigga Too (Raphael Saadiq Remix)                            |                              | 4:02 |
| 17. | Loyal to the Game (DJ Quik Remix) (featuring Big Syke et DJ Quik)   | Part-E, S des Watts Prophets | 4:20 |